# حسن محمد نور
العقيد حسن محمد نور شاتيجدود (بالصومالية: Xasan Maxamed Nuur Shaatigaduud)‏ ( 1946 -2013) سياسي وزعيم فصيل صومالي، قاد جيش رحانوين للمقاومة (RRA)، وشغل بعدها منصب رئيس ولاية جنوب غرب الصومال كأول سياسي يتقلد هذا المنصب، شغل شاتيجدود فيما بعد مقعدا في البرلمان الاتحادي الانتقالي، وعُين وزيرًا للمالية في الحكومة الاتحادية الانتقالية، وخلفه مدوبي نونو في منصب رئيس ولاية جنوب غرب الصومال.

## حياته الشخصية
ولد شاتيجدود عام 1946 في بلدة بكاريري الصغيرة الواقعة بالقرب من الحدود الإثيوبية في جنوب الصومال، وينحدر من عشيرة هرين إحدى عشائر مرفلي من قبيلة رحنوين.
أكمل شاتيجدود دارسته الابتدائية في بيدوا، ثم انتقل إلى مقديشو للدراسة الثانوية، وأكمل الدراسات العليا في عدة جامعات في الصومال وإيطاليا وروسيا.
بالإضافة إلى ذلك، أتقن شاتيجدود اللغات الصومالية والعربية والإيطالية والروسية والإنجليزية.
بعد مسيرة حياتية طويلة قضاها في الصومال، تقاعد شاتيجدود في أواخر حياته في دورتموند بألمانيا، حيث توفي في أواخر مارس 2013، بعد إصابته بنوبة قلبية، ونُقل جثمانه إلى مقديشو ليُصلى عليه في جنازة حضرها كبار المسؤولين في الحكومة الاتحادية، ودفن شاتيجدود في مقابر بيدوا، وشارك حشد كبير في الجنازة. 

## مسيرته المهنية

### جهاز الأمن القومي
خدم شاتيجدود ("ذو القميص الأحمر") في جهاز الأمن القومي، بعد ترقيته لرتبة عقيد، كما شغل منصب حاكم محافظة جدو في ظل نظام سياد بري.

### جيش رحانوين للمقاومة
بعد اندلاع الحرب الأهلية عام 1991 قاد شاتيجدود جيش رحانوين للمقاومة، فور الإعلان عن إنشاء الفصيل في سبتمبر 1995 كرد فعل على سيطرة التحالف الوطني الصومالي بقيادة محمد فارح عيديد على محافظتي باي وباكول.
دعم جيش رحانوين للمقاومة فيما بعد مبادرة لتشكيل حكومة وطنية انتقالية جديدة بقيادة الرئيس عبد القاسم صلاد حسن.

### رئيس جنوب غرب الصومال
في 1 أبريل 2002 اختير شاتيجدود رئيسًا لولاية جنوب غرب الصومال، المتمتعة بالحكم الذاتي جنوب الصومال وعاصمتها بيدوا، واعتبرت بعض الأوساط السياسية الإعلان عن الولاية خطوة لإظهار استياء جيش رحانوين للمقاومة من الحكومة الوطنية الانتقالية الناشئة في مقديشو، وسعيا لمواجهة نفوذ مجلس المصالحة والإصلاح الصومالي (SRRC) في نفس المناطق.
نشأت خلافات داخلية بين شاتيجدود، الذي كان يرغب في دعم مجلس المصالحة والإصلاح الصومالي ونائبيه آدم مدوبي ومحمد إبراهيم حابسدي، الذين كانا يرغبان في مواصلة دعم الحكومة الوطنية الانتقالية، وأسفر الصراع عن سقوط العديد من القتلى ودعوات لتنحي شاتيجدود من منصبه، وواصل حابسدي لقاءه بقادة الحكومة الوطنية الانتقالية ظاهريًا على أمل أن يكونوا جزءًا من الحكومة الوطنية الوليدة، في نهاية المطاف أبرمت اتفاقية للتصالح بين أطراف النزاع في جيش رحانوين للمقاومة، وعلى الرغم من استمرار النزاع بشكل دوري بعد ذلك، فقد انضم الأطراف جميعًا إلى الحكومة الاتحادية الانتقالية عند تشكيلها.

### الحكومة الاتحادية الانتقالية
في نوفمبر 2004 اختير شاتيجدود لشغل مقعد في البرلمان الاتحادي الانتقالي الذي يضم 275 مقعدا، وعينه رئيس وزراء الحكومة الاتحادية الانتقالية علي محمد جيدي وزيراً للمالية في يناير 2005. 
في 2 ديسمبر 2007 عُيّن شاتيجدود وزيراً للأمن الوطني في حكومة رئيس الوزراء نور حسن حسين، واستقال برفقة ثلاثة وزراء آخرين من عشيرته في اليوم التالي، مؤكدين أن ناخبيهم لم يحصلوا على نصيب عادل من المناصب في حكومة نور عدي.